# Château-Gontier
Château-Gontier is een plaats en voormalige gemeente in het Franse departement Mayenne in de regio Pays de la Loire en telt 11.137 inwoners (1999). De plaats maakt deel uit van het arrondissement Château-Gontier.

## Geschiedenis
Château-Gontier is op 1 januari 2019 gefuseerd met de gemeenten Azé en Saint-Fort tot de gemeente Château-Gontier-sur-Mayenne. 

## Geografie
De oppervlakte van Château-Gontier bedraagt 27,9 km², de bevolkingsdichtheid is 399,2 inwoners per km².
De onderstaande kaart toont de ligging van Château-Gontier met de belangrijkste infrastructuur en aangrenzende gemeenten.

## Demografie
Onderstaande figuur toont het verloop van het inwonertal (bron: INSEE-tellingen).

Azé · Château-Gontier · Saint-Fort